# تومي ديكارلو
تومي ديكارلو (بالإنجليزية: Tommy DeCarlo)‏ هو مغني أمريكي، ولد في 23 أبريل 1965 في أوتيكا في الولايات المتحدة.

## وصلات خارجية
- تومي ديكارلو على موقع ميوزك برينز (الإنجليزية)